# 関口健太郎
関口 健太郎（せきぐち けんたろう、1944年3月8日 - ）は、長野県出身の元騎手。

## 経歴

### 1960年代
1963年3月に中山・阿部正太郎厩舎からデビューし、同2日の東京第4競走4歳40万下・オーツキ（8頭中8着）で初騎乗を果たすと、6月1日の東京第3競走4歳以上20万下・カツラモアーで初勝利を挙げる。
1年目の1963年は5勝、2年目の1964年には初の2桁勝利となる18勝、3年目の1965年には初の20勝台となる21勝をマーク。
1964年は6月の東京開催で同6日・7日、13日・14日と2度の2日連続勝利、28日には騎乗機会4連勝と活躍。
1965年から1967年には3年連続20勝台、1966年には自己最多の24勝をマークし、1969年までは6年連続2桁勝利を記録。
1965年の東京障害特別（秋）ではタニカオルでフジノオーの全弟フジノチカラを抑えて2着、1966年の関屋記念では8頭中7番人気のオクタビヤスでナスノコトブキを抑えて2着に入った。
1966年9月25日の新潟第4競走障害4歳以上未勝利では後にナスノカオリ・ナスノチグサ姉妹の母となるナスノホシに騎乗して勝利し、1967年の中山大障害（春）では青森産牝馬クニハヤヒメでフジノチカラを抑えて重賞初勝利を挙げ、兄弟子の加賀武見、弟弟子の法理弘・成島正規と共に阿部が育てた障害騎手の一人であった。
1969年からは小西喜蔵厩舎のガーサント産駒プリーズターフの主戦騎手を務め、同年の3歳新馬はアローエクスプレスの2着、明けて1970年にはクイーンカップでタマミの3着に入る。4歳牝馬特別（東）では桜花賞3着馬ハーバーゲイムを3/4差抑えたほか、後にモンテプリンス・モンテファスト兄弟の母となるモンテオーカン、ビクトリアクラウンの母となるワールドハヤブサも抑えで勝利。優駿牝馬は大雨に見舞われ田圃のような不良馬場で行われ、ラップは決してスローペースではなく、上がり3Fが42秒近くかかった壮絶な消耗戦でジュピックの3着に入った。

### 1970年代
1970年と1972年は9勝、1971年はデビュー年と同じ5勝に終わるが、1973年には4年ぶりの2桁となる13勝をマークし、1975年まで3年連続2桁勝利を記録。
1974年には後に繁殖牝馬として多くの活躍馬を出す牝系の祖となったペルースポートに騎乗し、小西厩舎に移籍した1975年には4月19日の福島第9競走いわかがみ賞ではイシノアラシに騎乗して2着に入った。
1976年1月31日の東京第4競走4歳新馬ではローヤルセイカンに騎乗して2着に入るが、1番人気で楽勝したのはトウショウボーイであり、さらにはトウショウボーイのライバルとなるグリーングラスが4着、後にトウショウボーイとの間でミスターシービーを産むシービークインも出走して5着に入っていた。6着のタイエンジェルにはテンポイントと共に東上していた鹿戸明が騎乗し、「伝説の新馬戦」としてしばしば語られる。2月22日の東京第4競走4歳新馬ではグリーングラスを抑えて勝利した。
1979年には4年ぶりの2桁となる11勝をマークし、1981年まで3年連続2桁勝利を記録。

### 1980年代
1982年11月14日の福島第5競走4歳以上400万下・レイズアプリンスで最後の勝利を挙げ、1983年3月27日の中山第3競走4歳未勝利・シービーロマンス（16頭中5着）を最後に現役を引退。

## 騎手成績
| 通算成績 | 1着 | 2着 | 3着 | 4着以下 | 出走回数 | 勝率 | 連対率 |
| -------- | --- | --- | --- | ------- | -------- | ---- | ------ |
| 平地     | 96  | 99  | 122 | 1802    | 2119     | .045 | .092   |
| 障害     | 8   | 12  | 15  | 57      | 92       | .087 | .217   |
| 計       | 104 | 111 | 137 | 1859    | 2211     | .047 | .097   |

主な騎乗馬
- クニハヤヒメ（1967年中山大障害 (春)）
- プリーズターフ（1970年4歳牝馬特別 (東)）